# 王健农
王健农（1963年4月—），男，中国材料学专家，上海交通大学第一批"长江学者奖励计划"特聘教授，华东理工大学材料科学与工程学院教授。主要研究方向为航空航天材料及其制造、新能源材料及其器件、金属材料及其构件。曾先后在澳大利亚Monash大学、日本东京大学、美国劳伦斯Livermore国家实验室攻读博士学位或进行研究工作。